# Бронетанков музей в Кубинка
Централният музей на бронираните оръжия и техника (на руски: Центральный музей бронетанкового вооружения и техники) или накратко Бронетанковият музей в Кубинка е един от най-големите музеи в света, излагащ бронирани и танкови оръжия и техника от различни видове и исторически периоди.
Музеят се намира в град Кубинка, Московска област. На открити площадки и павилиони са изложени повече от 350 единици бронетанково оръжие и техника от 14 страни по света. Заеманата площ е 12 хектара.
Основан през 1938 г. като Музей на бойните превозни средства, музеят отваря врати за посетители на 10 септември 1972 г., Деня на танкиста.
Музеят е клон на Федералната държавна автономна институция „Военно-патриотичен парк на културата и почивката на въоръжените сили на Руската федерация „ ПАТРИОТ“.

## Експозиция
Експозицията на музея включва най-голямата колекция от танкове, самоходни артилерийски установки (САУ), бронирани превозни средства, бронирани транспортьори (БТР) и други различни страни по света, включително серийни превозни средства и уникални прототипи, например супер-тежък танк Panzerkampfwagen VIII Maus, 600-мм самоходна минохвъргачка „Карл“ Обект 279 и СУ-100-У
Съветските бронирани оръжия и военна техника са концентрирани в четири павилиона:
- Тежки танкове и самоходни оръдия – павилион No 1;
- Средни танкове и самоходни оръдия – павилион No 2;
- Леки танкове, верижни бронетранспортьори, танкове-амфибии и базирани на тях KShM, бронирани превозни средства и оръжия на въздушнодесантните войски – павилион № 3;
- Бронетанкова техника, бронетранспортьори и бойни машини на пехотата – павилион No4.
- Павилион № 5 представя оборудване от САЩ, Великобритания и Канада.
- В павилион № 6 е представен БТВТ на нацистка Германия.

Представени са и BTVT на Франция, Италия, Чехословакия, Унгария, Полша, Швеция, Япония и Китай.
Музеят има установено международно сътрудничество по обмен на експонати с институции от подобен профил в британския Бовингтън, германския Монстър и френския Сомюр.
Пропускът и правилата за поведение в музея се регулират от законите и разпоредбите на въоръжените сили на Руската федерация (ВС на Русия), по-специално движението на посетителите и възможността за фотографиране са ограничени от администрацията на музея.
През 2016 г., въз основа на указ на руския президент Владимир Путин, израелският танк M48A3 Magah е върнат в Израел от музейната експозиция, който е заловен от сирийската армия по време на Първата ливанска война в битката край село Султан Якуб на 10 юни 1982 г. и прехвърлен в СССР. Вместо това на музеят е доставен същия тип танк от складовата база на IDF BTT, който няма никаква сантиментална стойност.

## Търсене и реставрация на военно-историческа техника
Служителите на музея вършат страхотна работа по възстановяването на исторически модели на бронирани превозни средства до работно състояние, провеждат исторически изследвания, за да установят произхода и бойния път на представените експонати. Редица превозни средства, възстановени в изправно състояние, участват във военноисторически шоута, посветени на различни годишнини и дати.

## Галерия
- Разрушител на танкове ИСУ-152 „Зверобой“ в откритата експозиция на музея.
- Опитен тежък танк „Обект 279“ в изложбения павилион на музея.
- Единственият оцелял екземпляр на Panzerkampfwagen VIII Maus в света.
- Т-34-76.
- Кола на наблюдателя (заловено немско копие)
- Германски противоминен трал Panzerkampfwagen I Schwere Minenräumer.
- Немски самоходни оръдия Waffentrager 8.8cm PaK 43 L/71 (Ardelt).
- PT-SAU SU-100-Y.
- Огнеметен танк ОТ-130.
- ГАЗ-50.
- 380-MM минохвъргачка „Sturmtiger“
- Panzerkampfwagen VI Ausf.
- T-35
- Panzerkampfwagen VI Tiger